# Понте-Буджанезе
Понте-Буджанезе (італ. Ponte Buggianese) — муніципалітет в Італії, у регіоні Тоскана,  провінція Пістоя.
Понте-Буджанезе розташоване на відстані близько 260 км на північний захід від Рима, 45 км на захід від Флоренції, 17 км на південний захід від Пістої.
Населення — 8785 осіб (2014).

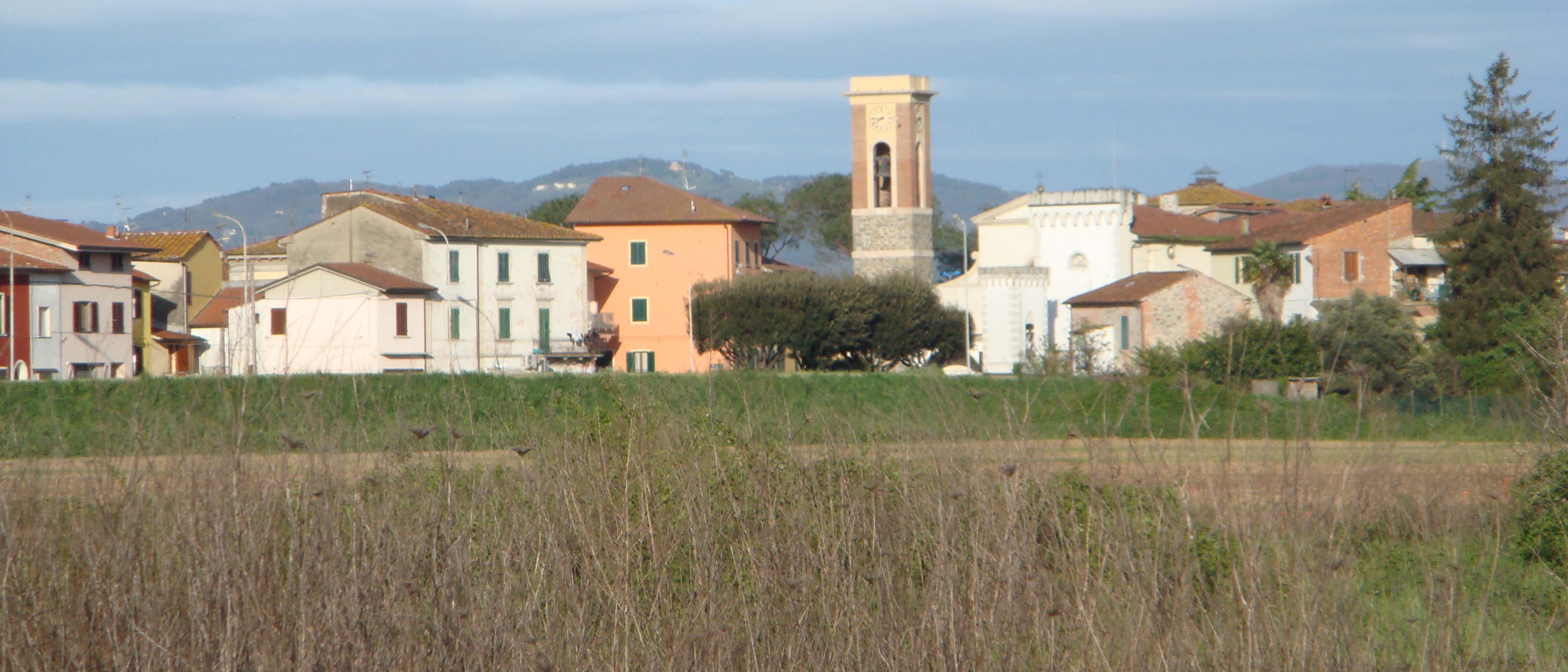

Щорічний фестиваль відбувається 26 квітня. Покровитель — Madonna del Buon Consiglio.

## Демографія
Населення за роками:

Станом на 1 січня 2023 року в муніципалітеті офіційно проживали 833 іноземці з 47 країн, серед них 212 громадян країн Євросоюзу та 10 громадян України.

## Сусідні муніципалітети
- Буджано
- К'єзіна-Уццанезе
- Фучеккьо
- Ларчано
- Монсуммано-Терме
- Монтекатіні-Терме
- П'єве-а-Нієволе